# خالد هادی
خالد هادی (انگلیسی: Khaled Hadi؛ زادهٔ ۱ فوریهٔ ۱۹۶۲) بازیکن فوتبال اهل عراق بود.
وی همچنین در تیم ملی فوتبال عراق بازی کرده‌است.